# RAB5A
La RAB5A és una proteïna que en humans està codificada pel gen RAB5A. Forma part de la família de proteïnes G, dins d'aquesta forma part de la superfamília Ras de proteïnes i, més concretament, a la subfamília Rab. Per tant, la RAB5A és una GTPasa, és a dir, que necessita GTP per activar-se. D'entre totes les GTPases formen part de la família més gran. Per exemple, en mamífers està format per unes 60 proteïnes aproximadament.
Totes elles comparteixen entre un 30 i 50% de la seva seqüència d'aminoàcids i estan isoprenilades a l'extrem C terminal per unir-se a diferents membranes. Faciliten la fusió de membranes promovent el docking de les vesícules de transport amb membranes diana específiques. Quan estan associades a trifosfat de guanosina (GTP) estan en la seva forma activa unides a una membrana, en canvi, en estat inactiu es troben associades a difosfat de guanosina (GDP) i es localitzen al citosol. Aquesta concretament, intervé en el transport vesicular intracel·lular com totes les Rab, i especialment en la fusió d'endosomes primerencs, entre altres funcions.

## Funcions i funcionament
Aquesta proteïna té diverses funcions en els endosomes primerencs (Early Endosomes), com la regulació de la càrrega provinent de la membrana plasmàtica i les vies de senyalització d'aquest endosoma (destins). Regula la vectorialitat en el transport de compartiments intracel·lulars i regula la fusió homotípica d'aquestes estructures. És un regulador essencial de l'endocitosi i també de la fusió dels endosomes primerencs juntament amb les proteïnes SNARE.
En la seva forma activada es troba a la cara citoplasmàtica dels endosomes primerencs o de les vesícules endocítiques i ha d'interaccionar amb una varietat d'efectors Rab per a poder permetre la fusió de les membranes. Això és degut al fet que de manera espontània a la natura és molt difícil que la RAB5A pugui passar de la seva forma activa a la inactiva i viceversa. Quan la RAB5A està en la forma inactiva al citosol s'uneix a una GDI (inhibidor de dissociació de GDP) i és per això, que perquè es pugui produir la fusió d'endosomes primerencs, ha d'intervenir un GEF (factor d'intercanvi del nucleòtid guanina). Alguns d'aquests efectors són: Rabaptina5, EEA1, fosfatidilinositol 3-kinases, Rabenosyn5, Rabip4’ i proteïnes APPL.
Un dels més importants és la Rabaptina5, ja que s'ha vist que limita la fusió d'endosomes primerencs. La Rabatina5 és incorporada per la RAB5A a la membrana dels endosomes primerencs i de les vesícules endocítiques. Es va veure que l'esgotament de la Rabaptina5 al citosol inhibia fortament la fusió dels endosomes primerencs que depenen de la RAB5A.
Si aprofundim una mica més en la funció de la RAB5A en els endosomes, podem dir que inicialment els endosomes primerencs contenen RAB5A però, a mesura que passa el temps, tendeixen a captar RAB7 del citosol per formar un complex RAB5/RAB7. Aquesta altra proteïna de la mateixa família regula la fusió heterotípica dels endosomes tardans (Late Endosomes) amb els lisosomes. L'activitat de la RAB5A es va perdent fins que només queda RAB7 amb la finalitat de formar els endosomes tardans, que posteriorment es fusionaran amb els lisosomes.
El funcionament de la porta d'entrada endocítica està influenciada per un conjunt de Rab GTPases, inclosa la RAB5A, la qual regula la fusió homotípica dels endosomes primerencs. També accelera la fusió endocítica, causant la formació d'un gran compartiment endocític allargat. A més, la RAB5A regula el tràfic entre endosomes i lisosomes i pot tenir un paper important en la biogènesi d'aquests últims.
Una altra funció que ha estat estudiada és el paper de les proteïnes Rab, entre elles la RAB5A, en la regulació de ramificació dendrítica i la formació de fil·lopodis a les neurones de l'hipocamp. Tot i no tenir un paper de gran importància en el procés, se sap que les proteïnes Rab aporten, entre altres coses, terminals-C per aportar suficient cisteïna al procés.
També se sap que les proteïnes Rab controlen diferents etapes en la secreció dels exosomes. Aquí, les proteïnes Rab tenen la funció més important a l'hora de produir la via de sortida dels exosomes.

## Estructura
La RAB5A és un pèptid. Per tant, és una molècula formada per una seqüència d'aminoàcids units per enllaços peptídics. La RAB5A té un pes molecular de 23659 Da. El nombre d'aminoàcids depèn de en quina forma es trobi: en la seva isoforma canònica, consta de 215 aminoàcids; mentre que en una altra isoforma no-canònica que s'ha trobat només en té 201, ja que els aminoàcids entre el 55 i el 68 han sigut eliminats, possiblement degut a mutacions en el genoma.
La RAB5A es troba normalment en forma monomèrica, però tot i això té una gran diversitat d'efectors amb els quals reacciona i conforma una estructura quaternària. L'estructura secundària està formada per diferents segments en forma d'hèlix alfa i de làmines beta connectats entre si per segments curts sense estructura secundària. No obstant, però, destaquen les làmines beta paral·leles.
| Seqüència d'aminoàcids de l'estructura primària (isoforma canònica) |     |
| ------------------------------------------------------------------- | --- |
| MASRGATRPN GPNTGNKICQ FKLVLLGESA VGKSSLVLRF VKGQFHEFQE              | 50  |
| STIGAAFLTQ TVCLDDTTVK FEIWDTAGQE RYHSLAPMYY RGAQAAIVVY              | 100 |
| DITNEESFAR AKNWVKELQR QASPNIVIAL SGNKADLANK RAVDFQEAQS              | 150 |
| YADDNSLLFM ETSAKTSMNVNEIFMAIAKK LPKNEPQNPG ANSARGRGVD               | 200 |
| LTEPTQPTRN QCCSN                                                    | 215 |

Pel que fa a l'estructura de la RAB5A, es classifica dins del grup de proteïnes que contenen el “plegament P” (P-loop containing nucleoside triphosphate hydrolase). Aquest plegament, gràcies a les hidrolases de nucleòsids trifosfats que conté, pot hidrolitzar el fosfat del GTP unit a la proteïna.
La RAB5A consta de 5 regions amb la funció d'unió de nucleòtids. Aquestes estan conformades per seqüències d'entre 3 i 9 aminoàcids i estan situades començant en les posicions: 27, 46, 75, 133 i 163.
A més, la proteïna pateix dues mutacions post-traduccionals de lipidació, ambdues produïdes per la S-geranylgeranyl cisteïna. Aquesta proteïna geranylgeranilitza la RAB5A amb els residus de cisteïna localitzats dins o a prop de la “C” terminal de la seqüència d'aminoàcids. Aquesta mutació és possible, hija que les proteïnes Rab són el substrat d'una única geranylgeranyltransferasa específica per a cada proteïna del tipus Rab. Aquestes mutacions lipídiques es troben en les posicions 212 i 213 de la seqüència d'aminoàcids.
La seva subunitat interactua amb diferents enzims i proteïnes (efectors). Alguns exemples són:
- Per similitud amb: SGSM1, SGSM3 i PIK3CB.
- Interactua també amb GDI1, la qual promou la dissociació amb les membranes
- Interactua amb la EEA1, RINL, ALS2CL, SUN2, ZFYVE20 i RUFY1
- Actuant com a GEF, pot interactuar amb RIN1 i GAPVD1 per regular la seva via de transport

Dins l'estructura, hi ha subestructures que agrupen petites quantitats d'aminoàcids (per conveni, s'ha acordat que no poden ser més de 20). Aquestes subestructures s'anomenen “motius”, i la RAB5A en té un. Aquest motiu agrupa el conjunt d'aminoàcids des de la posició 49 fins a la 57. La funció d'aquest motiu encara està sent estudiada, però apunta que sigui una regió efectora per similitud.

## Mutagènesi i patologia
Aquesta secció explica l'efecte de les mutacions experimentals en un o més aminoàcids en les propietats biològiques de la proteïna. A continuació, descrivim l'aminoàcid mutat i els efectes que aquest produeix en la proteïna.
La RAB5A pot presentar diverses mutacions en diferents posicions de la cadena peptídica, que provoquen canvis en la seva activitat:
- Mutació en la posició 54 o 56: provoca una forta disminució de l'afinitat amb la proteïna Rabenosina5, que és una proteïna efectora que permet la fusió de les membranes.[14]
- Mutació en la posició 57: provoca una forta disminució de l'afinitat amb la proteïna RABEP1 (Rab GTP-ase binding effector protein 1), que és un dels efectors més importants com hem vist abans en l'apartat de funcions i funcionament, i amb la Rabenosina5.
- Mutació en la posició 74 o 89: forta disminució de l'afinitat amb la RABEP1.[15]
- Mutació en la posició 82: forta disminució de l'afinitat amb la RABEP1 que provoca una limitació de la fusió dels endosomes primerencs.
- Mutació 116 o 120: no provoca cap efecte en l'afinitat amb la proteïna RABEP1.[7]

A part de les mutacions, la RAB5A està relacionada amb malalties infeccioses virals i bacterianes. Un exemple de malaltia infecciosa relacionada és la listeriosi. Aquesta es caracteritza per la presència del patogen Listeria Monocytogenes, un bacteri que viu en ambients de terra vegetal i que és un dels patògens dels aliments més virulents –a part de provocar aquesta infecció–. Aquest bacteri inhibeix l'expressió de la RAB5A en macròfags infectats i una sobreexpressió de la proteïna mata el patogen.

### Metàstasi de cèl·lules tumorals
Els mecanismes pels quals les cèl·lules tumorals metastatitzen i el rol que hi tenen les proteïnes endocítiques encara avui dia no són del tot coneguts. S'ha vist que l'excés d'expressió de la RAB5A és un indicador predictiu de comportament agressiu en tumors mamaris però també en no mamaris. Aquest comportament agressiu està associat a un increment de la mobilitat intratumoral i metastàtica, això significa que és necessària, o com a mínim és un factor important, per a la invasió local i la disseminació de tumors.
Més específicament, la RAB5A és necessària per a la formació d'invadosomes, que són protuberàncies de la membrana especialitzades en la degradació de la matriu extracel·lular.
La RAB5A promou els cicles endocítics i exocítics dependents de la RAB4 i la Rabenosina-5 que contenen continguts importants, com la proteasa tipus 1 de la matriu de la membrana i la integrina β3, que promouen la formació d'invadosomes, aquests alliberen enzims hidrolítics capaços de degradar la matriu extracel·lular. Aquesta degradació allibera factors de senyalització, com el factor de creixement HGF, que prèviament estaven atrapats a la matriu i amplifiquen la quimiotaxi de les cèl·lules tumorals augmentant-ne la mobilitat. Per tant, els cicles endocítics i exocítics de la RAB5A promouen la disseminació del tumor mitjançant l'alliberament de proteases i, conseqüentment, factors de senyalització de la quimiotaxi.